# Ruth Westheimer
Ruth Westheimer, ursprungligen Karola Ruth Siegel, känd som Dr. Ruth, född 4 juni 1928 i Wiesenfeld i Karlstadt, Bayern, Tyskland, död 12 juli 2024 i New York, var en amerikansk sexterapeut. Hon agerade även skådespelare i några filmer.
Ruth Westheimer växte upp i en judisk familj. Efter kristallnatten i november 1938 sände hennes föräldrar henne med en barntransport med tåg till Schweiz. Hennes far mördades i Auschwitz och modern försvann på okänt sätt under Förintelsen. Efter krigsslutet 1945 var Ruth Siegel verksam i bland annat det brittiska mandatet Palestina. Där anslöt hon sig till den judiska paramilitära styrkan Haganah som prickskytt. Hon kom därefter till Paris och till USA.
År 1980 inledde hon sin verksamhet som sexterapeut med radioprogrammet Sexually Speaking, i vilket hon besvarade lyssnarfrågor. 1983 gav hon ut boken Dr. Ruth's Guide to Good Sex.